# NGC 2611
NGC 2611 is een spiraalvormig sterrenstelsel in het sterrenbeeld Kreeft. Het hemelobject werd op 29 maart 1865 ontdekt door de Duitse astronoom Albert Marth.

## Synoniemen
- ZWG 119.127
- PGC 24121